# مطار دوبيوك الإقليمي
مطار دوبيوك الإقليمي Dubuque Regional Airport هو مطار إقليمي يقع على بعد ثمانية أميال جنوب دوبيوك في ولاية آيوا الأمريكية.
ويقع على طريق الولايات المتحدة السريع 61، وتملكه مدينة دوبيوك ويتم تشغيله كإدارة تابعة لحكومة المدينة. ويعين مجلس المدينة أشخاصًا لمدة أربع سنوات في مجلس لجنة المطار، الذي يشرف على المطار. وبالنسبة للعمليات اليومية، تقوم اللجنة بتعيين مدير المطار. ويتم تشغيل خدمة الطيران العارض بواسطة شركة طيران صن كانتري. ويقدم المطار خدمات الصيانة والتزود بالوقود، بما في ذلك خدمة الطائرات.
صنفته الخطة الوطنية لأنظمة المطارات المتكاملة للأعوام 2017-2021 على أنها منشأة خدمات تجارية أساسية.  وتشير سجلات إدارة الطيران الفيدرالية إلى أن المطار كان به 42,870 صعودًا للركاب (الطائرات) في السنة التقويمية 2008،  39,359 في عام 2009، و33,861 في عام 2010. 